# Parque Kapiolani

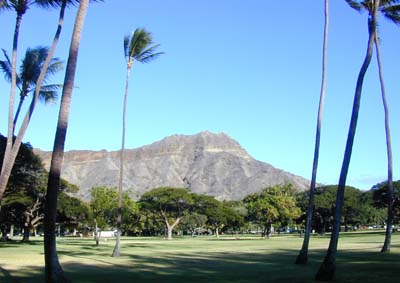
Diamond Head vista desde el Parque Kapiolani

El Parque Regional Reina Kapiʻolani es el parque público más grande y segundo más antiguo de Hawái, ubicado en Honolulu en el extremo este deWaikīkī un poco más allá del Parque Kuhio y el barrio residencial de Waikiki. El parque, con una extensión de 1,2 km², ha sido bautizado en honor a la reina Kapiolani, la reina consorte del Rey Kalākaua.
En su recinto se encuentra la Waikiki Shell, un espacio para la celebración de conciertos al aire libre y otras grandes reuniones, y el Zoológico de Honolulu.

## Historia

### Reino de Hawái

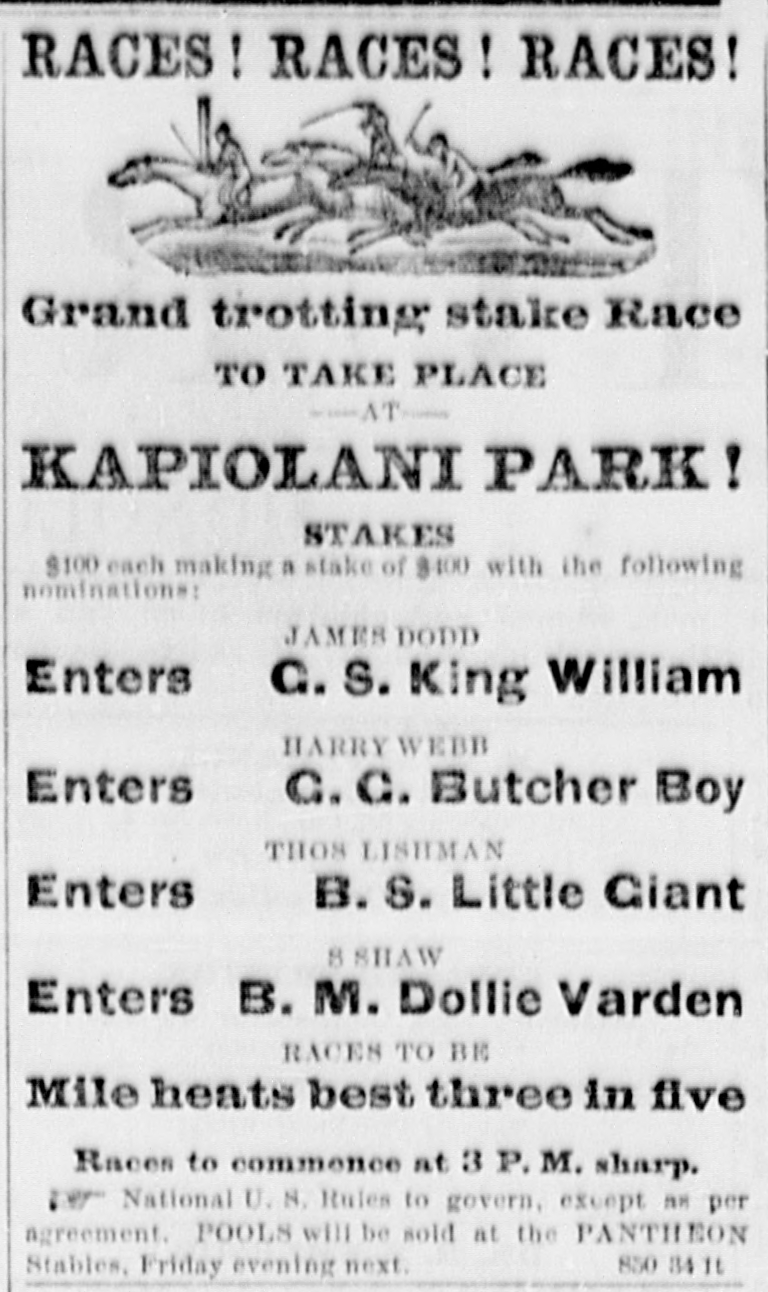
Un anuncio de una carrera de caballos en el Parque Kapiolani

En la década de 1870, el Rey Kalākaua se le preguntó por un terreno para construir un circuito para carreras de caballos. Ya que Waikiki era popular entre los ricos aficionados a las carreras, Kalākaua eligió los territorios desocupados a los pies de Diamond Head , donde el parque se encuentra actualmente. 
El 11 de junio de 1877, el parque fue abierto como el primer espacio público de Hawái. El escocés Archibald Scott Cleghorn fue Vicepresidente y luego Presidente de la Kapiʻolani Park Association, un grupo de empresarios que convencieron a Kalākaua para darles un arrendamiento a 30 años por $1 al año. Una participación en la asociación por un costo de $50 permitiría a los accionistas a alquilar propiedades en la Playa de Waikiki. Por la década de 1880, muchos de los ciudadanos más ricos de Hawái ciudadanos habían alquilado una propiedad a través de la asociación, hasta que ocurrió el Derrocamiento del Reino de Hawái, durante el cual la mayoría de las propiedades fueron devueltas a la ciudad. Un contrato de arrendamiento fue otorgado al Club de Cricket de Honolulu en 1893. Los mejores jugadores de críquet de la Asociación de Cricket Californiana de San Francisco jugaron para los equipos locales.

### República de Hawái
Después del derrocamiento, la tierra fue entregada a la República de Hawái y administrada por la Comisión de Parques de Honolulu. La legislación aseguró que el parque siempre sería un parque público gratuito, prohibiendo su venta o el arrendamiento de sus tierras y prohibiendo el cobro de cuotas de ingreso. Desde 1913, el parque ha sido mantenido por el Departamento de Parques & Recreación del Condado de Honolulu.
En la década de 1920, los planes para drenar el Canal de Ala Wai a través del Parque Kapiolani llenó el parque con barro y basura. Rara vez se utilizó hasta 1952, cuando el parque fue renovado y los límites actuales del parque establecidos.

### Actualidad
Además del Zoológico de Honolulu y la Waikiki Shell, el parque incluye pistas de tenis y baloncesto, campos de fútbol, béisbol, lacrosse y rugby y un campo de tiro con arco. El parque alberga numerosos torneos internacionales de lacrosse y rugby. Su quiosco de música sirve como un lugar de entretenimiento. También es un curso popular para corredores que utilizan sus 3 km para correr. El parque también sirve como línea de partida y meta, de carreras en Honolulu, incluyendo el Maratón de Honolulu.
El Parque Kapiolani también es sede del Club de Cricket de Honolulu, el único en Hawái. Fundado en 1893, es el club deportivo más antiguo del Pacífico, de acuerdo con Guinness World Records.
A medida que el Parque Kapiʻolani continúa hacia el sur se convierte en el Parque de la playa de Kapiʻolani, junto a la Playa de Kuhio y la Playa de Waikiki. El parque sirve también como frontera natural entre los barrios de Waikiki y Diamond Head.